# Obispo de Worcester
El Obispo de Worcester es el ordinario de la diócesis de Worcester de la Iglesia de Inglaterra en la provincia de Canterbury.
La diócesis incluye el condado de Worcestershire, Dudley y partes de la ciudad de Wolverhampton. La sede episcopal está en la catedral de Worcester. Los obispos de Worcester residen en el Castillo de Hartlebury en Kidderminster, Worcestershire, pero hubo un tiempo en el que también tuvieron un palacio en Alvechurch.
El título fue creado durante la fundación de la diócesis en el año 680. El obispo actual es el Reverendo John Inge, el 113.º Obispo de Worcester, quien firma John Wigorn.